# Macropora polymorpha
Macropora polymorpha is een mosdiertjessoort uit de familie van de Macroporidae. De wetenschappelijke naam van de soort is voor het eerst geldig gepubliceerd in 1900 door Philipps.